# 刘文淇、刘师培故居
刘文淇、刘师培故居位于扬州市广陵区东圈门14号（街北），为清代经学家刘文淇及其曾孙刘师培的住宅，名为“青溪旧屋”，前后三进。刘氏后裔世代居此。刘文淇、刘师培故居列为扬州市文物保护单位。